# Andrej Kiska
Andrej Kiska (født 2. februar 1963) er en slovakisk iværksætter og filantrop, der fra 2014 til 2019 var Slovakiets præsident. Han opstillede som uafhængig kandidat ved præsidentvalget i 2014 og blev valgt som præsident i den anden valgrunde.